# Suore del Bambin Gesù (Le Puy)
Le Suore del Bambin Gesù (in francese Sœurs de l'Enfant-Jésus; sigla S.E.J.) sono un istituto religioso femminile di diritto pontificio.

## Storia
La congregazione fu fondata da Anne-Marie Martel. Il suo confessore Antoine Tronson, resosi conto dell'ignoranza dei doveri religiosi delle ospiti dell'ospedale di l'Aiguille, presso Le Puy, si rivolse a lei chiedendole di istruirle. Nel 1667 le fu affidata l'educazione religiosa delle fanciulle del quartiere Saint-Laurent di Le Puy e alla Martel si associarono presto numerose collaboratrici.
Il metodo educativo della Martel prevedeva una sorta di vita comunitaria tra educatrici e fanciulle: la loro giornata prevedeva momenti di preghiera, lezioni, pie letture, ricreazioni e lavori manuali (cucito, merletto). L'azione apostolica della comunità della Martel ebbe un punto di riferimento importante nel seminario sulpiziano di Le Puy e nella chiesa di Saint-Georges, di cui era parroco Tronson.
Ad Anne-Marie Martel, deceduta prematuramente, succedette la collaboratrice Catherine Félix: sotto la sua direzione le educatrici della comunità emisero il voto di castità e presero il nome di "figlie dell'istruzione". La loro forma di vita non prevedeva clausura, ma frequenza agli uffici parrocchiali, docilità ai superiori ecclesiastici, carità e umiltà.
François-Charles de Béringhen, vescovo di Le Puy, approvò la congregazione nel 1730.
Nel 1846 sei suore di Le Puy si stabilirono a Chauffailles dando origine a un ramo indipendente dell'istituto, reso autonomo da Frédéric de Marguerye, vescovo di Autun, nel 1859.
Nel 1896 le prime religiose dell'istituto si stabilitono in Canada, dove collaborarono con gli Oblati di Maria Immacolata.
L'istituto ricevette il pontificio decreto di lode il 3 agosto 1896 e l'approvazione definitiva il 24 marzo 1931.
Le figlie dell'istruzione del Santo Bambino Gesù di Le Puy si fusero nel 1949 con le suore del Santo Bambino Gesù di Versailles e nel 1951 con le suore del Santo Bambino Gesù di Aurillac. L'unione divenne effettiva il 1º agosto 1952 e le nuove costituzioni dell'istituto furono approvate il 10 giugno 1957.

## Attività e diffusione
Le suore si dedicano all'insegnamento e all'attività ospedaliera.
Oltre che in Francia, sono presenti in Argentina, Belgio, Burkina Faso, Canada, Cile, Costa d'Avorio, Ecuador e Vietnam; la sede generalizia è in rue de Picpus a Parigi.
Alla fine del 2015 l'istituto contava 140 religiose in 24 case.